# ニトロソコッカス属
ニトロソコッカス属はクロマチウム科に属するグラム陰性の非芽胞形成好気性球菌。鞭毛を持って運動する種がある。基準種はニトロコッカス・ニトロスス。属名は亜硝酸の球菌を意味する。GC比は約60。
海水中や土壌に生息する好塩性で化学合成独立栄養の亜硝酸菌の一属で、アンモニアを酸化して亜硝酸を生産する。かつては他の亜硝酸菌と同様にニトロバクター属であったが、16S rRNA系統解析により移された。